# 無敵超級二十一
《無敵超級二十一》是由趙樹海主持的臺視益智節目，每集邀請10名觀眾進行益智問答。獲勝的一方，其信用卡費用可由製作單位支付，並取得參加〈前進一二八〉的資格。

## 節目播出時間
自2000年8月2日起，至同年10月25日為止，一共播出13集，於臺視頻道每週三晚間9:00至10:25播出。

## 遊戲進行方式
每輪遊戲，均由趙樹海指派兩名參賽者進行。而題目進行時所發問的題目，除〈前進一二八〉第10〜13題所採行複選問題外，其餘均為四選一選擇題。

### 你刷卡　我付帳
2名參賽者均先進行Black Jack（黑傑克，原名為「廿一點」）單元，主持人會先請2名參賽者秀出信用卡帳單。曾經於節目中，有參賽者的信用卡消費金額最低為新臺幣32圓整，最高約為新臺幣80000多圓整。
主持人先請一方掛上耳機，由另外一方沒有掛上耳機的參賽者選定自然數1到11的數字，分別代表由最簡單到最難的題目分數，在每一次「發牌」中，如果2位參賽者選定的數字都一樣，則主持人詢問的問題都是一樣的。
在每個參賽者的4次回答內，先達到21點的參賽者，或者是分數最高而不爆掉者，或者是對方先答錯2次者，主持人就會宣告該名參賽者“Black Jack”，可以透過碎紙機，將信用卡帳單切碎，表示該名參賽者的帳款由製作單位付清，輸家則無此權益，並失去參賽資格。
在這一單元內的問題，參賽者沒有求救法（港譯錦囊）使用。

### 前進一二八
取得Black Jack，或者是4題當中得分最高的贏家，除了可以享有付清信用卡帳單的權益外，同時也可以獲得〈前進一二八〉的資格，主持人會以一對一的方式，向參賽者詢問問題，一共詢問13題。
〈前進一二八〉名稱的由來，主要是參賽者於第6題後，只要參賽者每次將所得獎金全數下注，至第13題答對者，就可以獲得新臺幣128萬圓（NTD1,280,000.-）的獎金。
搖錢樹獎金結構如下：
- NTD1,000.-
- NTD2,000.-
- NTD3,000.-
- NTD4,000.-
- NTD5,000.-
- 之後由參賽者自行決定下注獎金（以NTD1,000為單位），至第13題，最高可獲得NTD1,280,000.-的獎金。

參賽者於第5題之前答錯問題者，沒有獎金。
如果參賽者於第5題答對者，主持人就會取出5張新臺幣壹仟圓的鈔票，供參賽者自行運用，參賽者想要獲得更多的獎金，則是透過下注方式，將押注獎金放置於桌上（以NTD1,000為單位），只要參賽者答對，則下注獎金就會加倍；反之如果答錯，主持人收走下注獎金，倘若參賽者手上還有獎金，則參賽者可以帶走沒有下注的獎金，並結束遊戲。
第10〜13題的問題，則採行複選問題，參賽者的答案選擇必須與正確答案完全一致，押注獎金才能加倍，倘若選項不符合標準答案，則判定失敗。舉例說明：八掌溪事件的圖片，有哪些政治人物的臉換成了困在河上的受難者？只要參賽者選擇了呂秀蓮、陳水扁、唐飛、李遠哲這四個選項，就可答對，若參賽者未選其中一個選項或選錯別的選項，則算失敗。
為了讓參賽者能夠輕鬆過關斬將，製作單位提供2個求救法（港譯錦囊）供參賽者使用，每一個求救法僅限各使用一次。
- 跳題法（Skip the Question）：跳題法是將一個參賽者自認不會的題目跳過，主持人改問其他題目，當然，題目數不變。舉例說明，假設某參賽者於第6題不會他領域的題目，則主持人就會再詢問一個不一樣的問題，當然，這個「不一樣的問題」仍然歸屬於第6題，不是第7題。
- 問朋友（Ask Your Friend）：問朋友則是請參賽者的朋友到現場，並請參賽者的朋友告訴參賽者他自己認為正確的答案。參賽者可以相信朋友，採信朋友提供的答案，也可以不相信朋友的答案，全看參賽者的決定。

參賽者的獎金，則是由參賽者手中持有的現金所得而來，曾經有參賽者全部答對13題，但實際上該名參賽者只得到約新臺幣50萬圓整的獎金。

## 參看
- 《超級大富翁》
- 《百萬富翁》